# Jogos-crash

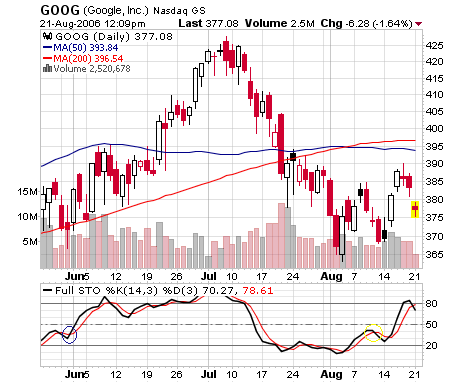
As linhas dos gráficos dos jogos Crash lembram os gráficos das ações no mercado financeiro.

Jogos Crash, ou Crash Games, é o nome dado para uma modalidade de cassino online. Essa modalidade é composta por jogos que envolvem multiplicadores de apostas, que é o número que vai crescendo na tela gradativamente até um ponto de colapso.
O conceito do jogo é apostar em linhas, que continuem subindo, muito parecido com o gráfico de linhas nos aplicativos de ações do mercado financeiro. À medida que a linha aumenta, os seus ganhos continuam a se multiplicar. Em algum momento, novamente como no mercado de ações, a linha irá cair – e quando isso acontece, o apostador perde o valor apostado. Portanto, para vencer, o jogador precisa sacar antes dessa queda.
Com a popularidade dessa categoria de jogo de apostas, hoje existem centenas de opções desse jogo nas plataformas de apostas online, com diversos temas diferentes como espaciais, militares e jogos de balão.
Geralmente, esses jogos apresentam baixa volatilidade e alta porcentagem de RTP, Retorno ao Jogador em português. Além disso, eles são jogos com design simples possibilitando que os usuários consigam acessá-los em qualquer lugar através de seus smartphones.

## Estratégias
Como em todo jogo de cassino a estratégia desempenha um papel muito importante na perfomance do apostador. Em primeiro lugar, é fundamental estabelecer limites claros para as apostas, tanto em termos de valor quanto de tempo. Definir um orçamento máximo evita perdas excessivas, enquanto determinar uma duração específica de jogo ajuda a evitar a compulsão de continuar apostando em busca de recuperação. 
Analisar dados anteriores pode ajudar os jogadores a identificar padrões de comportamento da curva de crescimento e colapso. Embora não tenha como prever resultados futuros, essa análise pode fornecer insights valiosos que os jogadores podem usar para ajustar suas estratégias de aposta. Umas das estratégias mais conhecidas para jogos de slots e que pode ser utilizada para jogos Crash é a estratégia de Martingale.

### Martingale
Esta seção é um excerto de Martingale
Em teoria das probabilidades, um martingale é um modelo de jogo honesto (fair game) em que o conhecimento de eventos passados nunca ajuda a prever os ganhos futuros e apenas o evento atual importa. Em particular, um martingale é uma sequência de variáveis aleatórias (isto é, um processo estocástico) para o qual, a qualquer tempo específico na sequência observada, a esperança do próximo valor na sequência é igual ao valor presentemente observado, mesmo dado o conhecimento de todos os valores anteriormente observados.
Em contraste, em um processo que não é um martingale, o valor esperado do processo em um tempo pode ainda ser igual ao valor esperado do processo no tempo seguinte. Entretanto, o conhecimento de eventos anteriores (por exemplo, todas as cartas anteriormente retiradas de um baralho) pode ajudar a reduzir a incerteza sobre os eventos futuros. Assim, o valor esperado do próximo evento, dado o conhecimento do evento presente e de todos os anteriores, pode ser mais elevado do que o do presente evento se uma estratégia de ganho for usada. Martingales excluem a possibilidade de estratégias de ganho baseadas no histórico do jogo e, portanto, são um modelo de jogos honestos. É também uma técnica utilizada no mercado financeiro, para recuperar operações perdidas. Dobra-se a segunda mão para recuperar a anterior, e assim sucessivamente, até o acerto.

## Popularidade dos jogos Crash no Brasil
De acordo com a plataforma de consulta SemRush, o número de pesquisas pela palavra chave 'Crash Games' teve um aumento significativo de novembro de 2022 para novembro de 2023. Subindo de 720 pesquisas mensais para 1.9k pesquisas mensais e com um crescimento de interesse de +64%. Isso traduz a popularização desse termo entre os brasileiros, resultado do investimento de provedores de jogos de cassino, que estão sempre desenvolvendo novos tipos e modalidades de jogos.

## Jogo responsável
O jogo responsável em cassinos online é uma abordagem fundamental para garantir que a experiência de apostas seja segura e saudável para os usuários. Os operadores de cassinos online têm a responsabilidade de promover práticas de jogo responsável, implementando medidas que visam prevenir comportamentos problemáticos. Isso inclui a oferta de ferramentas como limites de depósito, limites de perda e períodos de autoexclusão, que permitem aos apostadores controlar e monitorar seu próprio comportamento de jogo. 